# Ana Carolina da Silva

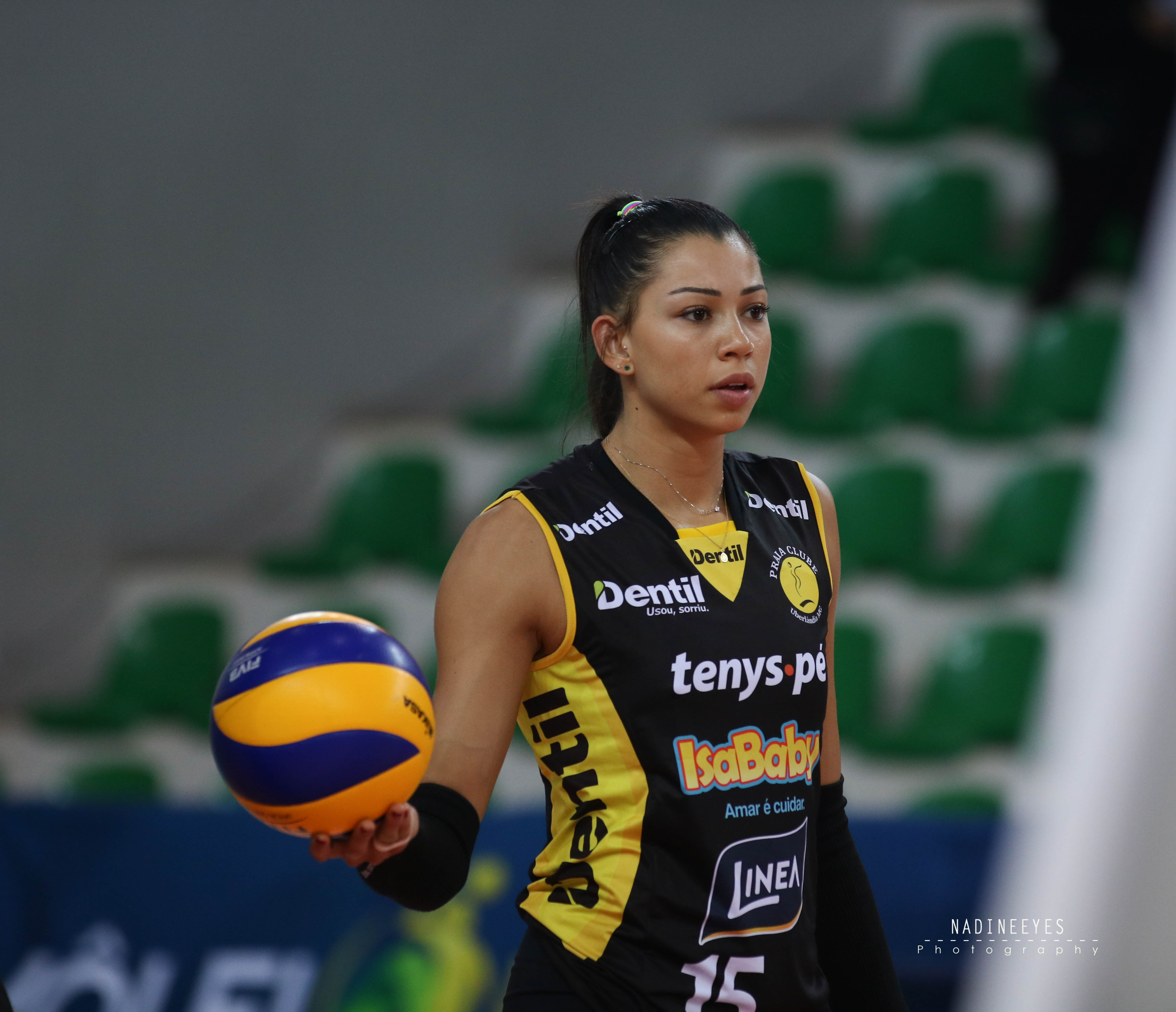
Ana Carolina da Silva zawodniczką Dentil/Praia Clube w sezonie 2018/2019

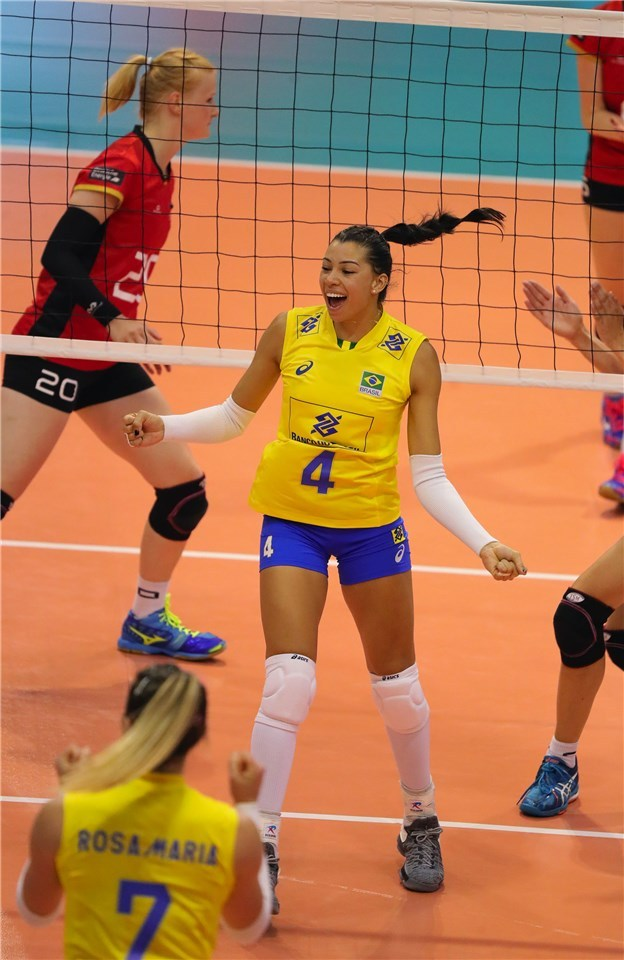
Ana Carolina da Silva reprezentantką Brazylii podczas Volley Masters Montreux 2017

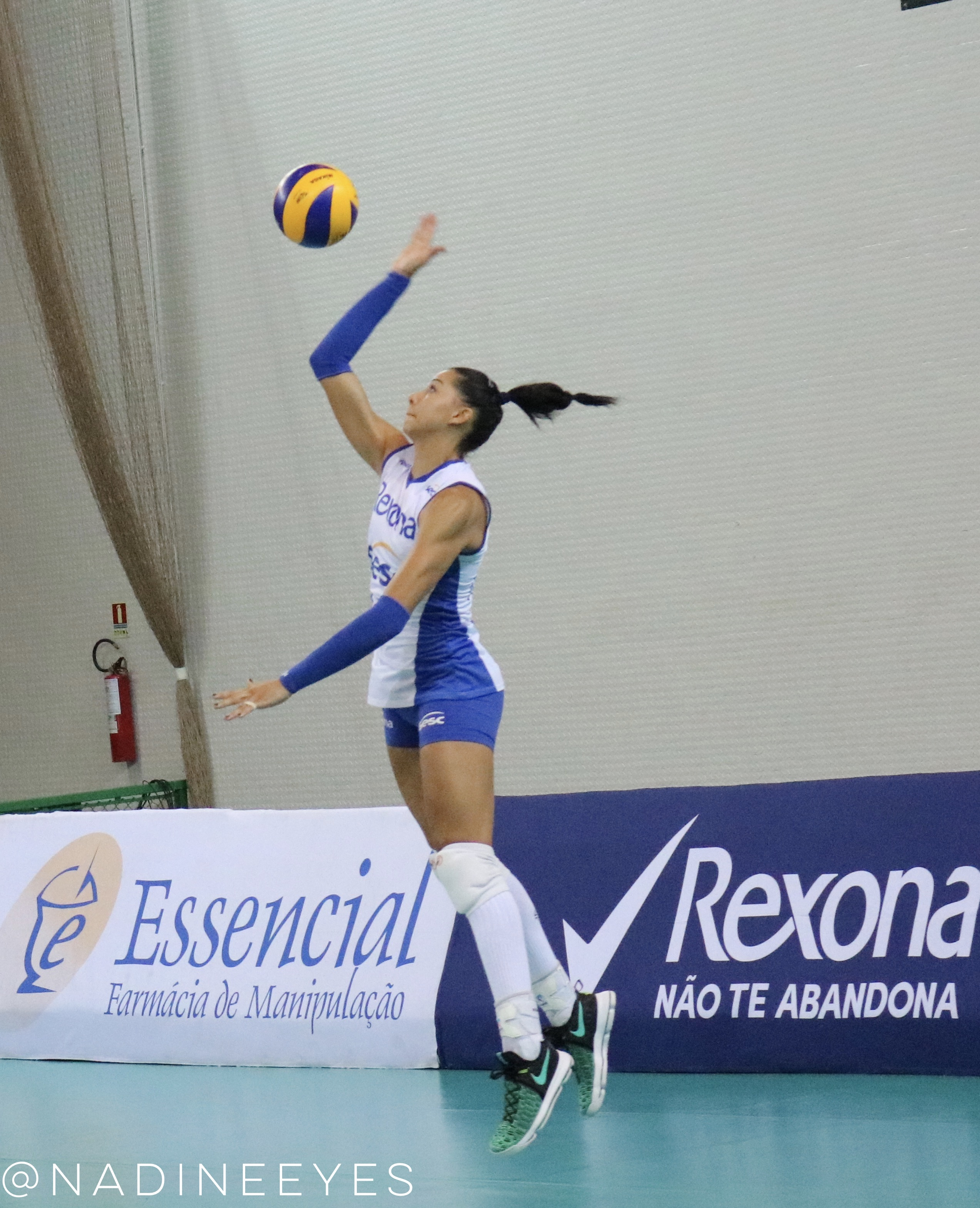
Ana Carolina da Silva podczas wykonywania zagrywki w drużynie Rexona/Ades Rio de Janeiro w sezonie 2016/2017

Ana Carolina da Silva (ur. 8 kwietnia 1991 w Belo Horizonte) – brazylijska siatkarka, reprezentantka Brazylii, grająca na pozycji środkowej. 
2 marca 2023 roku poślubiła holenderską siatkarkę Anne Buijs. Para poznała się w 2016 roku, kiedy to Anne trafiła do brazylijskiego klubu Rexona Sesc Rio de Janeiro. Zawodniczki szybko zeszły się ze sobą, a po dwóch latach Holenderka oświadczyła się Brazylijce. Obie siatkarki, również grały razem w tureckim klubie Nilüfer Belediyespor w sezonie 2017/2018.

## Kariera klubowa
| Kariera juniorska | Kariera juniorska          | Kariera juniorska | Kariera juniorska | Kariera juniorska | Kariera juniorska | Kariera juniorska | Kariera juniorska | Kariera juniorska | Kariera juniorska | Kariera juniorska |
| ----------------- | -------------------------- | ----------------- | ----------------- | ----------------- | ----------------- | ----------------- | ----------------- | ----------------- | ----------------- | ----------------- |
| Lata              | Klub                       |                   |                   |                   |                   |                   |                   |                   |                   |                   |
| 2008–2010         | Mackenzie Esporte Clube    |                   |                   |                   |                   |                   |                   |                   |                   |                   |
| Kariera seniorska |                            |                   |                   |                   |                   |                   |                   |                   |                   |                   |
| Lata              | Klub                       |                   |                   |                   |                   |                   |                   |                   |                   |                   |
| 2010–2011         | Esporte Clube Pinheiros    |                   |                   |                   |                   |                   |                   |                   |                   |                   |
| 2011–2012         | Unilever Rio de Janeiro    |                   |                   |                   |                   |                   |                   |                   |                   |                   |
| 2012–2013         | Esporte Clube Pinheiros    |                   |                   |                   |                   |                   |                   |                   |                   |                   |
| 2013–2017         | Rexona/Ades Rio de Janeiro |                   |                   |                   |                   |                   |                   |                   |                   |                   |
| 2017–2018         | Nilüfer Belediyespor       |                   |                   |                   |                   |                   |                   |                   |                   |                   |
| 2018–2023         | Dentil/Praia Clube         |                   |                   |                   |                   |                   |                   |                   |                   |                   |
| 2023–             | Savino Del Bene Scandicci  |                   |                   |                   |                   |                   |                   |                   |                   |                   |

## Sukcesy klubowe
Liga brazylijska:
- 2014, 2015[3], 2016, 2017, 2023[4]
- 2012, 2019, 2021, 2022[5]

Klubowe Mistrzostwa Ameryki Południowej:
- 2013, 2015, 2016, 2017, 2021, 2023[6]
- 2019, 2020, 2022[7]

Klubowe Mistrzostwa Świata:
- 2013[8], 2017

Superpuchar Brazylii:
- 2015, 2016, 2018, 2019, 2020, 2021

Puchar Brazylii:
- 2016, 2017

Liga włoska:
- 2024[9]

Liga Mistrzyń:
- 2025[10]

## Sukcesy reprezentacyjne
Letnia Uniwersjada:
- 2011
- 2013

Grand Prix:
- 2014, 2017
- 2015

Mistrzostwa Świata:
- 2022[11]
- 2014

Mistrzostwa Ameryki Południowej:
- 2015, 2017, 2019, 2021, 2023[12]

Volley Masters Montreux:
- 2017

Puchar Wielkich Mistrzyń:
- 2017

Liga Narodów:
- 2019, 2021, 2022[13]

Igrzyska Olimpijskie:
- 2020
- 2024[14]

## Nagrody indywidualne
- 2013: Najlepsza środkowa Klubowych Mistrzostw Świata
- 2014: Najlepsza blokująca turnieju Volley Masters Montreux
- 2015: Najlepsza środkowa Klubowych Mistrzostw Świata[15]
- 2016: MVP i najlepsza środkowa Klubowych Mistrzostw Ameryki Południowej
- 2017: MVP i najlepsza środkowa turnieju Volley Masters Montreux
- 2017: Najlepsza środkowa Mistrzostw Ameryki Południowej
- 2017: Najlepsza środkowa Pucharu Wielkich Mistrzyń
- 2020: Najlepsza środkowa Klubowych Mistrzostw Ameryki Południowej
- 2021: Najlepsza środkowa Mistrzostw Ameryki Południowej
- 2022: Najlepsza środkowa turnieju finałowego Ligi Narodów
- 2022: Najlepsza środkowa Mistrzostw Świata[16]